# Tomlinson-Kommission
Die Tomlinson-Kommission (Kurzname) war ein 1950 gegründetes Beratungsgremium der südafrikanischen Regierung mit Sitz an der Universität Pretoria und stand unter der Leitung des Ethnologen und Agrarökonomen Frederik Rothmann Tomlinson (* 21. Oktober 1908, † 25. Februar 1991). Ihr vollständiger Name war in Englisch Commission for the socio-economic development of Bantu areas within the Union of South Africa und in Afrikaans Kommissie vir die sosio-ekonomiese ontwikkeling van die Bantoe-gebiede binne die Unie van Suid-Afrika.

## Zielsetzung
Das Ziel dieser Kommission bestand in einer wissenschaftlichen Untersetzung für die Rassentrennungspolitik der regierenden Nasionale Party und in der Ausarbeitung realisierbarer Umsetzungsstrategien. Sie schuf nach damaliger Auffassung wissenschaftlich basierte Grundlagen für die Apartheidspolitik in Südafrika.
Premierminister Malan initiierte die Erstellung eines sozioökonomischen Plans zur Sanierung und Entwicklung von Wohnarealen der schwarzen Bevölkerung, um sie in „selbstverwaltete“ Homelands umzuformen. Als Arbeitsgremium zu diesem Zweck berief er 1950 die Tomlinson-Kommission. Für viele südafrikanische Städte hatte das konkrete Auswirkungen auf ihre jeweiligen Stadtplanungen.
Aus ihrer Tätigkeit stammt die Aussage, dass die politisch gewollte Apartheid nur mit konsequent getrennter Inlandentwicklung (Separate Development) innerhalb der Südafrikanischen Union und unter Einbeziehung von Swasiland (heute Eswatini), Basutoland (heute Lesotho) und Betschuanaland (heute Botswana) zu erlangen sei. Nur ein Kommissionsmitglied kam 1956 zur Einschätzung, dass eine weitgehende Rassentrennung nicht gelingen könne. Jedoch setzte sich der oberste Grundsatz durch, dass alle Angelegenheiten der „eingeborenen“ Bevölkerung politisch und administrativ zentralisiert werden müssen. Demzufolge beseitigte man in den 1950er Jahren unterschiedliche Ansätze jeweiliger Regionalplanungen im Lande.

## Ergebnisse
Aus den Arbeiten dieser Kommission ergaben sich zwei Szenarien für die künftige Gestaltung der „Eingeborenenpolitik“ durch die Apartheidsregierung:
1. Assimilation der schwarzen Bevölkerung in allen Bereichen der Gesellschaft durch einen kompletten kulturellen Verfall (kulturelle Assimilation – ökonomische Assimilation – soziale Assimilation – politische Assimilation – finale biologische Assimilation)
2. eine getrennte Entwicklung mit Aufwertung traditioneller Siedlungsgebiete und die Vermeidung einer weiteren Urbanisierung schwarzer Bevölkerungsgruppen in den vorhandenen städtischen Ballungsräumen.[5]

Der Abschlussbericht der Tomlinson-Kommission (Verslag van die Kommissie vir die Sosio-ekonomiese Ontwikkeling van die Bantoegebiede binne die Unie Van Suid-Afrika) schlug drei Kernpunkte für die künftige Regierungspolitik vor:
1. die Trennung der Farmer von Nichtfarmern,
2. eine Landrekultivierungspolitik,
3. die Industrialisierung der Eingeborenenreservate.

Im Zuge dieser Empfehlungen sollte der Tribalismus und die Bantu-Selbstverwaltung (Self Government) gefördert werden. Die zunehmenden Probleme überweideter und erodierter Agrarflächen wollte man mit einer umfassenden Landaufteilung begegnen.
Weitere konkrete Vorschläge waren beispielsweise:
- Rückführung der außerhalb bestehender Reservate lebenden schwarzen Südafrikaner (5,6 Millionen Menschen),
- Vereinigung der 264 Eingeborenenreservate zu einem selbstverwalteten und wirtschaftlich relativ unabhängigen Gebiet,
- Errichtung einer gewerblich-industriellen Struktur in dem zusammengefassten Reservat, um das Arbeitskräftepotential konzentrierter nutzen zu können.

Zur Erlangung dieser Ziele schätzte die Kommission den finanziellen Aufwand für den südafrikanischen Staat. Man ging dabei nach vorsichtigen Annahmen von einer Summe in Höhe von 104 Millionen Pfund über einen Zeitraum von zehn Jahren aus. Diese Empfehlung sah die Regierung sehr kritisch und war ein Punkt der Reportes, der später mit verschiedenen Mitteln diskreditiert werden sollte.

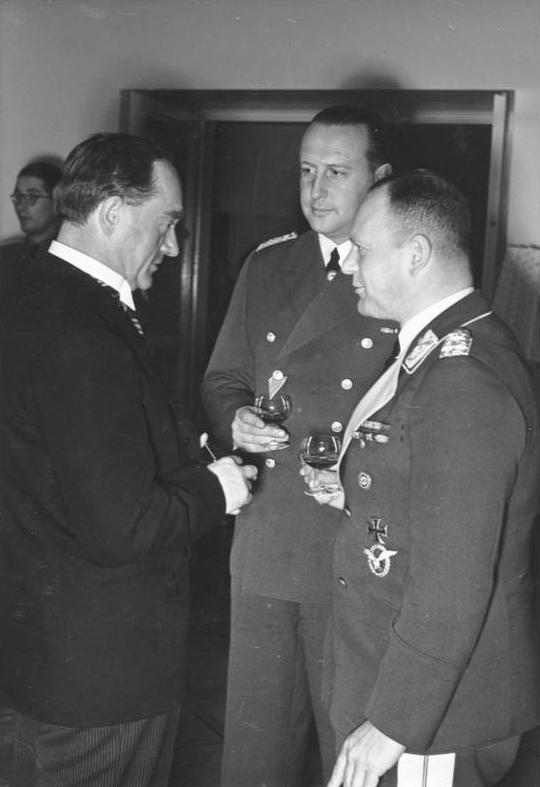
Oswald Pirow (links im Bild) auf einem Empfang von NS-Außenminister Joachim von Ribbentrop im Gespräch mit Erhard Milch (rechts) und Walter Hewel am 19. November 1938

Die Arbeitsergebnisse der Tomlinson-Kommission waren keine völlige Neuschöpfung, sondern beruhten in Teilen auf Feststellungen der Native Economic Commission aus dem Jahr 1932 (Report of the Native Economic Commission, Pretoria) sowie auf Vorarbeiten von Oswald Pirow, einem Juristen und früheren südafrikanischen Verteidigungs- und Justizminister mit guten Beziehungen zum nationalsozialistischen Deutschland.
Im Jahr 1956 nahm die südafrikanische Regierung offiziell zum Report Stellung. Sie lobte die Bestätigung ihrer Politik, die eine Integration der schwarzen Bevölkerung nicht vorsah und dagegen den Weg einer getrennten Entwicklung anstrebte. Allerdings lehnte man drei Empfehlungen aus der Arbeit der Kommission ab:
- Reform des Landbesitzes in Südafrika
- Gewinnung europäischer Kapitalinvestitionen für Vorhaben in ländlichen Gebieten Südafrikas
- Einrichtung einer institutionellen Development Corporation unter Leitung des Department of Native Affairs.

### Ausgabe des Berichts
Der Bericht besteht aus 18 Bänden mit insgesamt 3755 Seiten. Er war in 15 Kapitel gegliedert und beinhaltete über 598 Tabellen und 66 Karten. Von diesem umfangreichen Werk existiert eine Zusammenfassung aus dem Jahr 1955 mit dem Titel: Summary of the Report of the Commission for Socio-Economic Development of the Bantu Areas within the Union of South Africa oder Samevatting van die verslag van die Kommissie vir die Sosio-Ekonomiese Ontwikkeling van die Bantoegebiede binne die Unie van Suid-Afrika. Sie ist mit einem Vorwort von Werner Willi Max Eiselen, dem damaligen Staatssekretär für Eingeborenenfragen versehen.
Einige Mitglieder der Kommission waren durch ihren familiären oder beruflichen Hintergrund von Denkrichtungen aus dem Kreis der Buren geprägt. Tomlinson selbst hatte eine Professur für Agrarökonomie an der Universität Stellenbosch inne. Chris Prinsloo kam aus der Urban Affair Section, Michel Daniel Christiaan de Wet Nel war Vorsitzender von der Naturellesakegroep (Native Affairs Group) und C. B. Young, ein Unterstaatssekretär aus dem Regierungsbereich Native Areas (Eingeborenengebiete).

### Positionen
Das Kapitel 4 des zusammengefassten Reports (Summary of the Report …) trägt den Titel Development of the Pattern of Racial Relations in South Africa (wörtlich: „Entwicklung von [Handlungs-]Mustern der Rassenbeziehungen in Südafrika“). Im Punkt 16 werden nach der von der Kommission angenommenen Sachbasis sechs (Abschnitt (i) bis (vi)) vermeintliche soziokulturelle Hauptdifferenzen aufgezählt. In Hinsicht auf historisch überkommene religiöse Unterschiede berief man sich auf den „christlich protestantischen Glauben“, dieser hierbei „gestärkt durch calvinistische Ansichten“ in Folge der Einflüsse aus dem Kreise der Hugenotten (Abschnitt (i)). Im Abschnitt (iv) wird unter dem Postulat von „The Racial (Biological) Differences“ (wörtlich: „Die rassischen (biologischen) Unterschiede“) ausgeführt:

„The physical differences and dissimilarities especially between Europeans and Bantu, led to a feeling of aloofness and physical abversion.“

„Die physischen Unterschiede und Verschiedenheiten, besonders zwischen Europäern und Bantu, führen zu einem Gefühl von Distanziertheit und körperlicher Abneigung.“